# Feuilleea myriadena
Feuilleea myriadena là một loài thực vật có hoa trong họ Cucurbitaceae. Loài này được (Bertero ex Guillarmod) Kuntze mô tả khoa học đầu tiên năm 1891.